# کریگ دوتسون
کریگ دوتسون (انگلیسی: Craig Dootson؛ زادهٔ ۲۳ مهٔ ۱۹۷۹) بازیکن فوتبال اهل بریتانیا است.
از باشگاه‌هایی که در آن بازی کرده‌است می‌توان به باشگاه فوتبال برافورد پارک آونیو، باشگاه فوتبال سالفورد سیتی، باشگاه فوتبال پرستون نورث اند، باشگاه فوتبال آلترینچام، باشگاه فوتبال کندال تاون، باشگاه فوتبال بری، باشگاه فوتبال هاید، باشگاه فوتبال استالی‌بریج سلتیک، باشگاه فوتبال آلفرتون تاون، باشگاه فوتبال بامبر بریج، باشگاه فوتبال فلیتوود، و باشگاه فوتبال هروگیت تاون اشاره کرد.